# Lindneromyia fergusoni
Lindneromyia fergusoni är en tvåvingeart som först beskrevs av Tonnoir 1925.  Lindneromyia fergusoni ingår i släktet Lindneromyia och familjen svampflugor. Inga underarter finns listade i Catalogue of Life.